# جبرگرایی فناورانه
جبرگرایی فناورانه نظریه‌ای تقلیل گرایانه است که فناوری یک جامعه را عامل پیشرفت و گسترش ساختار اجتماعی و ارزشهای فرهنگی آن در نظر می‌گیرد. این اصطلاح برای اولین بار توسط تورستین ولبن (۱۸۵۷–۱۹۲۹) جامعه‌شناس و اقتصاددان آمریکایی ابداع شد. احتمالاً کلانس آیرس که از پیروان تورستین وبلن و جان دووی بود را می‌توان یکی از تندروترین طرفداران جبرگرایی فناورانه دانست. یکی دیگر از تندروهای جبرگرایی فناورانه، ویلیام اگبرن است.
اولین دیدگاه تحلیل‌گرایانه جبرگرایان فناورانه در مورد توسعه اجتماعی-اقتصادی توسط فیلسوف و اقتصاددان آلمانی، کارل مارکس ارائه شد. چارچوب نظری وی ریشه در این جنبه فکری داشت که تغییرات در فناوری، و به خصوص فناوری مولد، تأثیر اساسی بر روابط اجتماعی انسان‌ها و ساختار سازمانی می‌گذارد، و روابط اجتماعی و آداب و رسوم فرهنگی سرانجام در محور مبناهای اقتصادی و فناورانه یک جامعه معین می‌چرخد. موضع مارکس در جامعه معاصر، یعنی جایی که معتقدند فناوریهای با تغییر و رشد سریع زندگی انسان‌ها را تغییر می‌دهند، مشخص شده‌است. اگرچه بسیاری از نویسندگان، دیدگاه فناورانه به تاریخ بشر را به مارکس نسبت می‌دهند، همه مارکسیستها جبرگرایان فناورانه نیستند و برخی نویسندگان در میزان جبرگرایی مارکس نیز تردید دارند.

## خاستگاه
باورها بر این است که این اصطلاح را تورستین وبلن (۱۸۵۷–۱۹۲۹) یک جامعه‌شناس آمریکایی ابداع کرده‌است. یکی از هم عصران ولبن، مورخ مشهور، چارلز آ. بیرد، تصویری درخور از جبرگرایی ارائه داده‌است. «فناوری در چکمه‌های هفت متری از یک نبرد انقلابی بی‌رحمانه به نبردی دیگر می‌رود، و همهٔ صنایع و کارخانجات قدیمی را نابود می‌کند، و با سرعتی رعب‌آور فرایندهای تازه‌ای را عرضه می‌دارد.»

## شرح و تفسیر
جبرگرایی فناورانه به دنبال نشان دادن پیشرفت‌های فنی، رسانه‌ها، یا فناوری به‌طور کلی، به عنوان محرک اصلی در تغییر تاریخ و اجتماع است.
اکثر تفاسیر از جبرگرایی فناورانه در دو ایده کلی، مشترک اند:
- توسعه فناوری به‌طور کلی پیرو مسیری قابل پیش‌بینی و ردیابی است که فراتر از نفوذ فرهنگی یا سیاسی قرار دارد.
- فناوری به نوبه خود «تأثیراتی» بر جوامع می‌گذارد که این تأثیرات اغلب ذاتی و طبیعی هستند. یعنی بر اساس شرایط اجتماعی شکل نگرفته یا با حمایت سازمان‌های اجتماعی و به علاوه گسترش فناوری به محض معرفی آن ایجاد نشده‌اند.

پایبندی اکید به جبرگرایی فناورانه، به تأثیر اختلافات فناوری بر اساس میزان استفاده از یک فناوری یا قابل استفاده بودن آن باور ندارد. به جای در نظر گرفتن فناوری به عنوان بخشی از یک طیف وسیع تر فعالیت‌های انسانی، جبرگرایی فناورانه فناوری را مبنای تمامی فعالیت‌های بشر در نظر می‌گیرد.
به‌طور خلاصه، جبرگرایی فناورانه را "باور به فناوری به عنوان نیروی حاکم اصلی در جامعه …" تعریف کرده‌اند (مریت رز اسمیت). " پیشرفت فناوری، منجر به تغییرات اجتماعی می‌شود … (بروس بیمبر). " فناوری، طرز فکر مردم و شیوه تعاملات آن‌ها با یکدیگر را تغییر می‌دهد و می‌توان آن را در عبارتی منطقی، در چند کلمه شرح داد " فناوری تاریخ را تعیین می‌کند" (روزالیند ویلیامز). فناوری، "یعنی باور اینکه نوآوری در فناوری محرک پیشرفت اجتماعی است، که به نوبه خود مسیری " اجتناب ناپذیر " را طی می‌کند (مایکل ال. اسمیت). این " ایده پیشرفت " یا "دکترین پیشرفت " بر این ایده متمرکز است که مشکلات اجتماعی از طریق توسعه فناوری قابل حل هستند، و این راه حرکت اجتماع رو به جلو است. جبرگرایان فناورانه معتقد هستند که "شما نمی‌توانید جلوی پیشرفت را بگیرید،" و به این ترتیب ما قادر به کنترل کردن فناوری نیستیم (لیلا گرین). این نشان می‌دهد که ما تا حدودی ضعیف هستیم و جامعه به فناوری اجازه پیش بُرد تغییرات اجتماعی را می‌دهد، زیرا "جوامع از سایر جایگزینهایی که برای ارزشهای تثبیت شده در آن [فناوری] وجود دارد، آگاه نیستند" (مریت رز اسمیت).
جبرگرایی فناورانه به عنوان رویکردی تعریف شده‌است که فناوری، یا پیشرفت‌های فناوری را به عنوان عامل مؤثر اصلی در روند تغییرات اجتماعی شناسایی می‌کند (کروتو و هوینس). با تثبیت یک فناوری، طراحی آن در صدد تعیین رفتار کاربران، و در نتیجه کاهش نقش عوامل انسانی برمی آید. این جایگاه از موقعیتهای اجتماعی و فرهنگی که در آن‌ها فناوری پیشرفت می‌کند، صرف نظر می‌کند. کلاد فیشر، جامعه‌شناس (۱۹۹۲)، برجسته‌ترین اشکال جبرگرایی فناورانه را به عنوان رویکردهای «توپ بیلیارد» توصیف می‌کند، که در آن فناوری به عنوان نیروی خارجی در نظر گرفته می‌شود که با ورود به یک موقعیت اجتماعی، مجموعه‌ای از تأثیرات گلوله کماندار (ricochet) را ایجاد می‌کند.
به جای تأیید بر اینکه یک جامعه یا فرهنگ با فناوریهای مورد استفاده تعامل دارد یا حتی آن‌ها را شکل می‌دهد، دیدگاه جبر گرایی فناورانه معتقد است که " کاربردهای فناوری عمدتاً توسط ساختار خود فناوری تعیین شده‌اند؛ یعنی کارآیی آن تابع شکل و فُرم آن است " (نیل پستمن). با این حال، نباید این مسئله را با " فرضیه اجتناب ناپذیری " دنیل چندلر اشتباه گرفت. چندلر اظهار می‌دارد که وقتی یک فناوری در یک فرهنگ معرفی می‌شود، آنچه در پی آن رخ می‌دهد توسعه اجتناب ناپذیر آن فناوری است.
برای مثال، می‌توانیم بررسی کنیم که چرا رمان‌های عاشقانه نسبت به سایر اشکال رمان از جمله آثار کارآگاهی یا وسترن در جامعه ما غالب تر شده‌اند. یکی از دلایل این امر، ممکن است خلق سیستم بی نقص صحافی از سوی ناشران باشد. آن‌ها به جای صحافی کتاب‌ها با روش پرهزینه و زمان بر دوختن، از چسب استفاده کردند. به این ترتیب، کتاب‌ها به چاپ انبوه می‌رسیدند. بدون وجود چاپ انبوه کتاب، داشتن سواد عمومی برای مردم غیرممکن بود. این مثال بسیار نزدیک به نظر مارشال مکلوهان در مورد چاپ است. وی معتقد بود که چاپ به ایجاد دولت ملی کمک کرد. این امر موجب حرکت جامعه از فرهنگ شفاهی به فرهنگ ادبی شد، اما همچنین باعث شکل‌گیری جامعه سرمایه‌داری شد که در آن تمایزات طبقاتی و فردگرایی آشکارا وجود داشت. پستمن نیز در این باره می‌گوید:
چاپ مطبوعات، کامپیوتر، و تلویزیون تنها ماشینهایی برای انتقال اطلاعات نیستند، بلکه استعاره‌ای هستند که از طریق آن‌ها واقعیت را به نوعی تصور می‌کنیم. این امر، جهان را برای ما طبقه‌بندی می‌کند، به آن ترتیب و توالی می‌دهد، آن را چارچوب بندی می‌کند، بسط یا تقلیل می‌دهد، و استدلالی برای آنچه که هست ارائه می‌کند. از طریق این استعاره‌های رسانه‌ای، ما دنیا را آنگونه که هست نمی‌بینیم. ما آن را آنگونه که سیستم‌های کدگذاری هستند، می‌بینیم. قدرت قالب اطلاعات نیز این‌گونه است.

## جبرگرایی نرم و جبرگرایی سخت
در سنجش جبرگرایی، جبرگرایی سخت در مقابل جبرگرایی نرم قرار دارد. یک فرد سازگار بر این عقیده است که جبر-گرایی و قدرت اختیار می‌توانند در کنار هم در دنیا وجود داشته باشند؛ در حالیکه یک فرد ناسازگار ممکن است بگوید این امر امکان‌پذیر نیست و فقط وجود یکی از آن‌ها ممکن است. افرادی که جبرگرایی را باور دارند نیز در ادامه دسته‌بندی می‌شوند.

## جبرگرایی سخت
در جبرگرایی سخت فناوری مستقل از دغدغه‌های اجتماعی پیشرفت می‌کند. پیروان این نظریه معتقد هستند که فناوری، مجموعه‌ای از نیروهای قدرتمند را ایجاد می‌کند که در راستای قانون‌مندسازی فعالیت‌های اجتماعی ما و معانی آن‌ها عمل می‌کنند. بر اساس این دیدگاه، ما خودمان را در جهت برآورده کردن نیازهای فناوری سازماندهی می‌کنیم. حاصل این سازماندهی، فراتر از کنترل ما خواهد بود یا آزادی تصمیم‌گیری با در نظر گرفتن نتیجه را نخواهیم داشت (فناوری خود مختار). فیلسوف فرانسوی قرن بیستم و نظریه‌پرداز اجتماعی ژاک الول به جبرگرایی سخت اعتقاد داشت و حامی فناوری خودمختار بود. در کار سال ۱۹۵۴، جامعهٔ فناوری، الول عنوان می‌کند که فناوری، به دلیل قدرتی که از طریق اثربخشی به دست آورده‌است، از طریق انتخاب طبیعی جنبه‌های اجتماعی مناسب برای پیشرفت را مشخص می‌کند. ارزش‌های یک سیستم اجتماعی، اخلاقیات، فلسفه و غیره، که در پیشرفت فناوری بیشترین سهم را دارند به سیستم اجتماعی اجازه می‌دهند که در ازای سیستم‌های اجتماعی که اخلاقیات، فلسفه و غیره که تأثیر کمی در پیشرفت فناوری دارند، قدرتش را تقویت کند و گسترش یابد. تئودور. جی. کاکزینسکی یکی از پیروان جبرگرایی سخت است. بر اساس گفته‌های او، عوامل عینی در محیط انسان، عوامل مشخص‌کنندهٔ اصلی در تکامل سیستم‌های اجتماعی هستند. در حالیکه جغرافیا، آب و هوا و سایر عوامل طبیعی به صورت عمده پارامترهای شرایط اجتماعی را در تاریخ بشر مشخص کرده‌اند، فناوری در سال‌های اخیر عامل عینی مسلط شده‌است.

## جبرگرایی نرم
همان‌طور که از اسم آن برمی‌آید، یک دیدگاه منفعل دربارهٔ روش تقابل فناوری با شرایط اجتماعی- سیاسی است. طرفداران این نظریه بر این باورند که فناوری نیروی اصلی جهت دهنده به تکامل ماست اما ما شانس این را داریم که در برابر حاصل هر موقعیت، تصمیم‌گیری کنیم. این به معنای پذیرش وجود قدرت انتخاب نیست، بلکه تنها به این معنی است که ما می‌توانیم تاس را بیندازیم و منتظر مشاهدهٔ عواقب آن شویم. نوع دیگری از جبرگرایی نرم فرضیهٔ ارائه شده توسط ویلیام فیلدینگ آگبورن است که در آن، جامعه باید خود را با عواقب یک اختراع شاخص وفق دهد و این مسئله پس از یک دورهٔ عقب ماندگی فرهنگی روی می‌دهد.

## فناوری به عنوان عامل خنثی
افرادی که معتقدند فناوری یک عامل بی‌طرف است، آن را نه خوب و نه بد می‌بینند و آنچه برای آن‌ها اهمیت دارد نحوهٔ استفادهٔ ما از فناوری است. برای مثال، به عقیدهٔ طرفداران این دیدگاه «اسلحه‌ها بی‌طرف هستند و این بسته به ماست که چطور از آن‌ها استفاده کنیم» (گرین ۲۰۰۱). مکنزی و وایکم بر این باورند که فناوری بی‌طرف است، به شرط آنکه قبلاً هرگز استفاده نشده باشد یا هیچ‌کس نداند که برای چه منظور استفاده خواهد شد. در عمل، در صورتی که جامعه از قابلیت استفاده از اسلحه بی‌اطلاع باشد، اسلحه به عنوان یک اختراع خنثی طبقه‌بندی می‌شود.
واضح است که چنین جامعه‌ای وجود ندارد و به محض آگاهی دربارهٔ فناوری جدید در پیشرفت اجتماعی غرق خواهد شد و دیگر چیزی بی‌طرف نیست.
بر اساس نظر لیلیا گرین، اگر کسی بر این باور باشد که فناوری خنثی است به شرایط اجتماعی و فرهنگی حاصل از فناوری بی‌توجه است. این دیدگاه به عنوان technological instrumentalism شناخته می‌شود. در چیزی که اغلب به عنوان بازتاب این موضوع شناخته می‌شود، مورخ، کرنزبرگ، اولین قانون از قوانین شش گانهٔ فناوری چنین نوشته: فناوری نه خوب است، نه بد است، نه بی‌طرف.

## نقد
شک گرایی در رابطه با جبرگرایی فناورانه همراه با بدبینی رو به رشد دربارهٔ دانش فناوری در اواسط قرن بیستم، به ویژه در زمینهٔ استفاده از انرژی هسته‌ای در تولید سلاح‌های هسته‌ای، آزمایش‌های نازی‌ها بر روی انسان‌ها در طول جنگ جهانی دوم، و مشکلات توسعهٔ اقتصادی در جهان سوم، ظاهر شد. به عنوان یک نتیجهٔ مستقیم، علاقه به کنترل بیشتر بر مراحل توسعهٔ فناوری، موجب توهم زدایی مدل جبر گرایی فناورانه در مراکز آموزشی شد.
نظریه پردازان مدرن فناوری و جامعه، جبرگرایی فناورانه را مدل دقیقی برای نشان دادن شیوهٔ تقابل ما با فناوری نمی‌دانند. با این حال، زبان و فرضیه‌های جبرگرایانه سرشار از نوشته‌های حامیان فناوری، صفحه‌های تجاری مجله‌های پرطرفدار، و گزارش‌های زیادی دربارهٔ فناوری است. از سوی دیگر، تحقیق در مطالعات علم و فناوری، ساختار اجتماعی فناوری، و حوزه‌های مربوط بر نگرش‌های دیگری تأکید دارند که در برابر فرمولاسیون راحت مقاومت می‌کنند. آن‌ها تأکید دارند که ارتباط بین فناوری و جامعه نمی‌تواند به یک رابطهٔ سادهٔ علت و معلول تقلیل یابد، بلکه بیشتر رابطه‌ای در هم تنیده‌است که در آن فناوری نقش تعیین‌کننده را ایفا نمی‌کند، بلکه عمل می‌کند و در زمینهٔ اجتماعی پیچیده‌ای تحت تأثیر قرار می‌گیرد.
اندرو فینبرگ، در مقاله اش با عنوان "عقلانی‌سازی معکوس: فناوری، قدرت و دموکراسی همراه فناوری" عنوان می‌کند جبرگرایی فناورانه ترکیب مناسبی نیست و نشان می‌دهد که دو فرضیهٔ جبرگرایانه را می‌توان به آسانی زیر سؤال برد و در این روش، عبارتی با عنوان " عقلانی‌سازی دموکراتیک " را مورد نیاز می‌داند.
مخالفت با طرز تفکر جبرگرایی فناورانه در کارهای مربوط به ساختار اجتماعی فناوری (SCOT) بروز کرد. محققین این حوزه از جمله مکنزی و وایکمن، معتقد هستند که مسیر خلاقیت و عواقب اجتماعی آن، به شدت تحت تأثیر خود جامعه و عواملی مانند فرهنگ، سیاست، چیدمان‌های اقتصادی، مکانیزم‌های مقررات و امثالهم می‌باشد. در قوی‌ترین حالت، در جبر گرایی اجتماعی، «آنچه اهمیت دارد، خود فناوری نیست بلکه سیستم اجتماعی و اقتصادی مربوط به آن است».
وینر در مقالهٔ اثرگذار خود که بسیار هم مورد مخالفت قرار گرفت، با عنوان " آیا آنچه دست‌ساز است سیاست دارد؟" شکلی از جبرگرایی را نشان نداد بلکه سیاست‌های مختلف منابع فناوری را عنوان کرده‌است. این سیاست‌ها می‌توانند برخاسته از اهداف طراح و فرهنگ جامعه‌ای که فناوری در آن ظهور کرده، یا ناشی از خود فناوری به عنوان ضرورت کاربردی برای عملکرد آن باشند. برای مثال، رابرت موسز طراح شهری در نیویورک ادعا می‌کند که تونل‌های پارک وی در لانگ‌آیلند را کوتاه ساخته‌است؛ به‌طوری‌که اتوبوس‌ها نمی‌توانند از آنجا عبور کنند، بنابراین اقلیت‌ها از سواحل جزیره دور می‌مانند. این مثالی از سیاست‌های اعمال شده به صورت خارجی است. از طرف دیگر، ساختار دستور و کنترل مراجع قانونی ضرورتی عملی ست برای نیروگاه‌های انرژی هسته‌ای است تا از سوءاستفاده از ضایعات رادیواکتیو جلوگیری شود. وینر نه تسلیم جبرگرایی فناورانه می‌شود نه در برابر جبرگرایی اجتماعی سر تسلیم فرود می‌آورد. منشآ سیاست‌های مربوط به فناوری تنها با بررسی دقیق مشخصات و سوابق آن مشخص می‌شود. اگرچه، مدل جبرگرایی فناورانه در جامعه رواج داشته‌است، اما افراد برجستهٔ زیادی هم آن را به چالش کشیده‌اند. لیلیا گرین این مقوله را به این صورت توضیح می‌دهد: زمانی که در مورد فناوری به عنوان چیزی بیرون جامعه صحبت می‌کنیم، گفتن اینکه فناوری خنثی است، معنی می‌دهد. در حالیکه این ایده با در نظر گرفتن پویایی فرهنگ و جامعه قابل قبول نیست. هنگامی که فناوری در فرایندهای اجتماعی به کار گرفته می‌شود، هیچ چیز در مورد جامعه خنثی نیست. این مسئله مؤید یکی از مشکلات اصلی با جبرگرایی فناورانه و حاشای مسئولیت فردی برای تغییر است. جای خالی مشارکت انسانی برای شکل‌دهی جامعه و فناوری مشاهده می‌شود.
ایدهٔ چالش‌برانگیز دیگرtechnological somnambulism است. عبارتی که توسط وینردر مقاله‌ای با عنوان "فناوری به عنوان گونه‌هایی از زندگی" ابداع کرد. در فرضیهٔ وینر ما احتمالاً در حال خواب گردی هستیم؛ توجه و آگاهی کمی در مورد نحوهٔ تقابل ما با فناوری داریم؛ و در عین حال هنوز احتمال این وجود دارد که یک بار دیگر بیدار شویم و کنترل مسیری که در آن هستیم را به دست گیریم. با این حال این فرایند نیازمند پذیرش ادعای رالف اسکرودر مبنی بر این است که کاربران تنها استفاده‌کنندهٔ منفعل فناوری نباشند بلکه به صورتی فعال آن را تغییر دهند.
در مقابل جبر فناورانه، افرادی به جبرگرایی اجتماعی و پست مدرنیسم اعتقاد دارند. جبرگرایان اجتماعی معتقدند که محیط‌های اجتماعی به تنهایی انتخاب می‌کنند که کدام یک از فناوری‌ها را پذیرا باشند. با این نتیجه که هیچ‌یک از فناوری‌ها به خودی خود اجتناب ناپذیر محسوب نمی‌شوند. فناوری و فرهنگ بی‌طرف نیستند و هنگامی که آگاهی وارد معادله می‌شود، فناوری در فرایندهای اجتماعی به کار گرفته می‌شود. دانش ایجاد و توسعهٔ فناوری و چگونگی استفاده از آن دانش‌هایی مربوط به اجتماع هستند.
پست مدرنیست‌ها دیدگاه دیگری را انتخاب می‌کنند، که معتقد است درستی یا نادرستی یک چیز، به محیط وابسته می‌باشد. آن‌ها باور دارند که تغییرات فناوری می‌توانند در گذشته، حال و آینده کاربرد داشته باشند. در باور آنها، تغییر فناوری تحت تأثیر خط مشی دولت، جامعه و فرهنگ است. آن‌ها مفهوم تغییر را یک پارادوکس می‌دانند، زیرا معتقدند تغییر متناوب است.
برایان وینستون، نظریه‌پرداز مطالعات فرهنگی و رسانه، در پاسخ به جبرگرایی فناورانه مدلی را برای ظهور فناوری-هایی که مبتنی بر قانون سرکوب پتانسیل‌های رادیکال هستند، ارائه می‌کند. در دو کتابش، فناوری‌های دیدن: عکاسی و سینماتوگرافی و تلویزیون و فناوری رسانه و جامعه، وی با به‌کارگیری مدل ارائه شده نشان می‌دهد که فناوری‌ها چگونه در طول زمان تکامل می‌یابند. همچنین چگونگی متعادل‌سازی و کنترل اختراع آن‌ها توسط جامعه و عوامل اجتماعی سرکوب‌کنندهٔ پتانسیل رادیکال فناوری ارائه شده، را بررسی می‌کند.

## جبرگرایی فناورانه و رکاب
یکی از مباحث در جبرگرایی فناورانه مربوط به رکاب و تأثیر آن بر ایجاد جامعهٔ فئودال در اواخر قرن ۱۸ اوایل قرن ۱۹ اروپا متمرکز شده‌است. لین وایت اولین کسی بود که این توازن را میان فئودالیسم و رکاب در رمان فناوری قرون وسطی و تغییرات اجتماعی مطرح کرد. به گفتهٔ وی از آنجایی که رکاب "نبرد سواره نظام را ممکن ساخت" شکل و فرم جدید جنگ سبب شد که سربازان در پشتیبانی از شهرهای فئودال بسیار موفق‌تر عمل کنند. (وایت، ۲) بنا به گفته وایت، برتری رکاب در نبرد، هنگام حمل نیزه بیشتر به چشم آمد. "علی‌رغم آنکه به منظور دیگری طراحی و ساخته شده بود، رکاب امکان حملات موثرتری را فراهم کرد: حالا سوارکار می‌تواند نیزهٔ خود را پایین آورده، بین بازو و بدن در حالت استراحت نگاه دارد. سپس هنگام ضربه به دشمن، آن را نه با فشار به عضلات خودش، بلکه با ترکیبی از وزن خود و اسب جنگیش به بدن دشمن وارد کند (وایت، ۲). وایت با استناد به یک پایگاه تحقیقاتی برجسته، مخصوصاً نظریات هنریک برونر"Der Reiterdienst und die Anfänge des Lehnwesens" ادعای خود مبنی بر ظهور فئودالیسم را ثابت می‌کند. با تمرکز بر سیر تحول جنگ، به خصوص "انحراف بخش قابل توجهی از ارتش ارزشمند کلیسا از پیاده‌نظام به سواره نظام" مربوط به چارلز مارتل، و همچنین با بهره‌گیری از تحقیقات برونر، وایت رکاب را به عنوان عامل پشت پرده در تغییرات بخش نظامی و متعاقباً ظهور فئودالیسم معرفی می‌کند (وایت، ۴). با تکیه بر خط مشی نوین جنگ که نتیجهٔ به‌کارگیری رکاب بود، وایت جبرگرایی فناورانه به عنوان ابزار ایجاد فئودالیسم در نظر می‌گیرد.
البته رمان تکنولوژی قرون وسطی و تغییرات اجتماعی وایت، علی‌رغم تکمیل شدن، همواره زیر تیغ موشکافی و انتقادات سنگین قرار داشت. در زمان انتشار لطیف‌ترین نقدها به استدلال وایت، کار را ماجراجویی گمراه‌کننده‌ای تلقی کردند که به سبک شعارهای کلیشه‌ای قدیمی با زنجیره از استدلال‌های مبهم و نامفهوم از شواهد اندک در مورد پیشرفت فناوری" تلقی کرده‌اند. (Sawyer and Hilton, 90) آن‌ها سپس روش او و همچنین اعتبار جبرگرایی فناورانه را را محکوم کردند: " اگر آقای وایت می‌پذیرفت که تاکتیک‌های جنگی انگلستان و نرماندی در قرن یازدهم تفاوت چندانی نداشتند، شاید ضعف استدلال او کمتر به چشم می‌آمد؛ اما ضعف اصلی باقی خواهد ماند: رکاب به تنهایی قادر به توضیح تمامی تغییرات نیست (Sawyer and Hilton, 91)". هرچند برای ساویر و هیلتون رکاب در اجرای فئودالیسم مفید واقع شده بود، اما نمی‌تواند به تنهایی اعتبار ایجاد فئودالیسم را به دوش بکشد.
علیرغم نقد بی‌رحمانهٔ ادعای وایت، جنبه جبرگرایی فناورانه رکاب همچنان موضوع بحث است. الکس رولند، مؤلف " یکبار دیگر به سوی رکاب؛ لین وایت کوچک، تکنولوژی قرون وسطایی و تغییرات اجتماعی" موضعی میانجی‌گرایانه به وجود میاورد: او الزاماً ادعای وایت را تحسین نمی‌کند، اما در برابر اتهامات بزرگ قصور فکری ساویر و هیلتون اندکی به دفاع از او برمی‌خیزد. رولند تمرکز وایت روی تکنولوژی را مرتبط¬¬ترین و مهم‌ترین جنبه تکنولوژی قرون وسطی و تغییرات اجتماعی می‌بیند و به جزئیات اجرایی آن توجه چندانی ندارد: "اما آیا این فضایل بسیار، این ابزار مورخان فناوری، سنگین تر از اساسی‌ترین معیارهای تخصصی است؟" آیا مورخان فناوری قادر به ادامهٔ خواندن و ارجاع کتابی مانند این، که به گفتهٔ یکی از منتقدان اخیر " بیش از حد ساده به موضوع پرداخته باشد، و با اصلاح ارتباطات اشتباه میان علت و معلول، و با شواهد منتخب ارائه شده که با ایده‌های پیش‌فرض (وایت) همخوانی داشته باشند"، هستند؟ به نظر من، پاسخ مثبت است. حداقل یک بلهٔ کیفی(Roland, 574-575)". ، رولند به‌طور عینی تکنولوژی قرون وسطی و تغییرات اجتماعی را موفقیتی بی ثبات می‌داند. به نظر او حداقل "بخش اعظم استدلال وایت به نظر این‌گونه می‌رسد … و سایر حرف‌هایش راه را برای تحقیقات بیشتر روشن کرده‌اند (Roland, 584)" این پذیرش جبرگرایی فناورانه در بهترین حالت مبهم و گیج‌کننده است. رولند جبرگرایی فناورانه را نه کاملاً مسلط بر تاریخ می‌داند، و نه آن را غایب در تاریخ می‌انگارد. در تطابق با معیار ساختار جبرگرایی فناورانه که به آن اشاره شد، می‌توان رولند را در گروه جبرگرایان نرم قرار داد.

## جبرگرایان فناورانه برجسته
توماس ال فرایدمن، روزنامه‌نگار آمریکایی، ستون‌نویس و نویسنده، در کتابش با عنوان جهان مسطح است، می‌پذیرد که یک جبرگرای فناورانه است.
تئوری‌های آینده گرای ریموند کورزویل دربارهٔ فردیت فناورانه، دیدگاه جبرگرایی فناورانه را دنبال می‌کند.
برخی کارل مارکس را هوادار جبرگرایی فناورانه تعبیر می‌کنند و برای اثبات ادعای خود از عباراتی مانند «آسیاب دستی به شما جامعه‌ای با یک لرد فئودال خواهد داد» بهره می‌گیرند؛ اما دیگران بر این عقیده هستند که مارکس جبرگرا نبود.
جبرگرای فناورانه، والتر آنگ‌گذار اجتماعی را از فرهنگ شفاهی به فرهنگ کتبی در اثرش «شفاهیت و سواد» مرور می‌کند. وی این پیشرفت خاص را به استفاده از فناوری‌های جدید مربوط به خواندن برای انتقال افکاری که پیشتر تنها بیان می‌شدند، ارزیابی می‌کند. او بحث را با این ادعا پیش می‌برد که نوشتن وابسته به متن است زیرا سیستم مدل‌سازی ثانویه می‌باشد. نوشتن، با تکیه بر سیستم ابتدایی گفتاری زبان، بر انرژی بالقوه زبان اثر می‌گذارد، زیرا برای انتقال اطلاعات تنها به حس بینایی وابسته است. به علاوه فناوری ایستای سواد، به صورت مجزا کاربرد و اثر آگاهی را محدود کرده و بدون شک بر تکامل جامعه اثر می‌گذارد. در واقع، آنگ عنوان می‌کند که نوشتن بیش از هر اختراع دیگری آگاهی بشر را دستخوش تغییر کرده‌است.

## جبرگرایی رسانه‌ای به عنوان گونه‌ای از جبرگرایی فناورانه
جبرگرایی رسانه‌ای به عنوان گونه‌ای از جبرگرایی فناورانه، وضعیتی فیلسوفانه و اجتماعی است که قدرت رسانه را در اثرگذاری روی اجتماع نشان می‌دهد. دو جبرگرای رسانه‌ای هارولد اینیس و مارشال مک لوکام کانادایی هستند. یکی از بهترین مثال‌ها برای جبرگرایی فناورانه در تئوری رسانه توسط مارشال مک لوهام و ایده‌های استاد او، اینیس با عنوان «هر رسانه یک پیام است» ارائه شده. آنها، هر دو، رسانه را جوهرهٔ تمدن می‌دانند. همراهی رسانه‌های مختلف با عواقب ذهنی مشخص توسط این دو نفر به عنوان جبرگرایی فناورانه قابل مشاهده است. این جبرگرایی‌های متنوع به نام جبرگرایی رسانه‌ای شناخته می‌شوند. براساس گفته‌های مک لوهام، نوعی پیوستگی بین رسانه‌های ارتباطی، فناوری و زبان وجود دارد. همچنین، بنجامین لی وورف چنین می‌گوید که زبان، درک ما را از اندیشیدن شکل می‌دهد (جبرگرایی زبانی). برای مک لوهام، رسانه در مقایسه با مفهوم کلی زبان، قوی تر و دارای جبر مستقیم است. مک لوهان ضرورتاً یک جبرگرای سخت نیست. در نسخه‌ای متعادل از جبرگرایی رسانه‌ای، او عنوان می‌کند که استفادهٔ ما از یک رسانهٔ خاص، اثر مشخصی بر ما خواهد داشت اما از آن مهم‌تر، زمینهٔ اجتماعی این کاربری است. جبرگرایی رسانه‌ای نوعی از تئوری محبوب و غالب دربارهٔ رابطهٔ فناوری و جامعه است. در دیدگاه جبرگرایانه، فناوری زندگی فعال خود را دارد و به عنوان محرک پدیده‌های اجتماعی در نظر گرفته می‌شود. اینیس عقیده دارد که توسعهٔ اقتصادی، سیاسی، فرهنگی و اجتماعی هر دورهٔ تاریخی می‌تواند ارتباط مستقیم با فناوری وسایل ارتباط جمعی آن دوره داشته باشد. به این ترتیب، همچون هیولای دکتر فرانکنشتاین، فناوری به خودی خود زندگی می‌یابد یا حداقل قادر است رفتارهای انسانی را شکل دهد. با این حال وینر، مورد انتقاد بسیاری قرار گرفته‌است. برای مثال، ریموند ویلیامز جبر رسانه‌ای را نقد می‌کند، و بر این باور است که جنبش‌های اجتماعی فرایندهای رسانه‌ای و فناوری را تعریف می‌کنند. با در نظر گرفتن رسانه‌های ارتباطی، جبرگرایی مخاطب در مقابل جبرگرایی رسانه قرار دارد. جبرگرایی مخاطب به این صورت توضیح داده می‌شود که به جای رسانه به عنوان چیزی که بر روی مردم اثر می‌گذارد، تأکید بر روش برخورد مردم با رسانه است.
افراد باید آگاه باشند که جبرگرایی برای جامعه‌شناسان مدرن و دانشمندان اجتماعی واژه‌ای منفی است و اغلب به مفهوم سوءاستفاده از آن یاد می‌شود.